# Rue de l'Académie (Liège)
Pour les articles homonymes, voir Rue de l'Académie.
La rue de l'Académie est une rue du centre de la ville de Liège en Belgique.

## Situation et accès
Située entre le carrefour du Cadran et la rue Louis Fraigneux, cette large voie mesure approximativement 305 m et compte environ 35 immeubles d'habitation. Elle est une section de la route nationale 3 entre la rue Louis Fraigneux et la rue de Bruxelles menant à la place Saint-Lambert.

### Voies adjacentes
- Le Cadran
- Rue Agimont
- Rue des Anglais
- Rue Fond Saint-Servais
- Rue Hocheporte
- Rue de Campine
- Montagne Sainte-Walburge
- Rue Louis Fraigneux

## Origine du nom
La rue tire son nom de l'Académie royale des Beaux-Arts de Liège, fondée en 1775.

## Historique
Dans les années 1970, la rue a été amputée des immeubles du côté pair (côté nord) qui ont été expropriés pour permettre l'élargissement de la voirie, le percement de la voie rapide et l'aménagement du carrefour du Cadran. Même une partie des bâtiments de l'Académie a été démolie à cette époque. 

## Bâtiments remarquables et lieux de mémoire

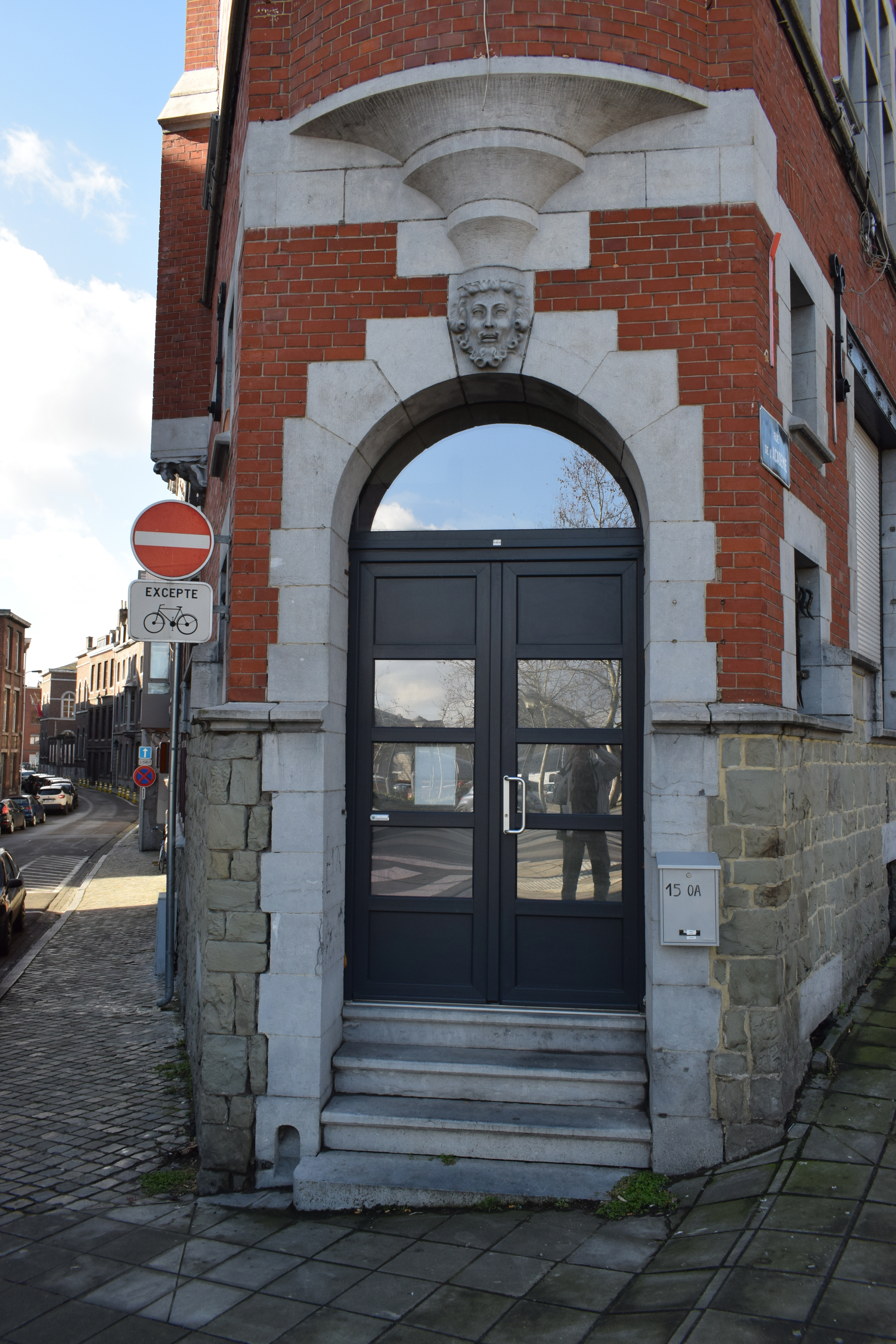
L'immeuble d'angle (nos 13/15) avec la rue Agimont

La rue possède un intéressant patrimoine architectural bâti principalement à la fin du XIXe siècle et au début du XXe siècle. Parmi ce patrimoine, on peut citer :
- aux nos 13/15, l'immeuble d'angle avec la rue Agimont, construit en 1903-1904 par l'architecte Joseph Nusbaum dans le style néo-Renaissance et présentant une tourelle d'angle octogonale[1],
- au no 17, un immeuble signé par l'architecte E. Navarre et orné de deux sgraffites de style Art nouveau,
- au no 57, un immeuble signé par l'architecte A. Snyers, de style néo-classique[2].
- L'Académie royale des Beaux-Arts de Liège d'inspiration Renaissance italienne, bordant la rue mais dont l'entrée se situe au n° 21 de la  rue des Anglais, date de 1895 et est l'œuvre de l'architecte municipal Joseph Lousberg.